# Bahnhof Oberwinterthur
Der Bahnhof Oberwinterthur (457 m ü. M.) ist ein Winterthurer Bahnhof im gleichnamigen Kreis 2 der Stadt. Der einfach gebaute Bahnhof ist als Endstation von drei Regionalbuslinien ein Umsteigebahnhof für Pendler. Nördlich des Bahnhofs befindet sich in Hegmatten die Zugunterhaltungsanlage Oberwinterthur. Dort werden die Doppelstockzüge der S-Bahn Zürich und die Stadler-Kompositionen Flirt und GTW gewartet. Später ist auch ein Fahrzeugunterhalt für Dritte geplant.

## Geschichte
Die sogenannte Thurtallinie oder Bodenseebahn, die von Zürich über Winterthur nach Romanshorn führt, wurde zwar schon 1855 eröffnet, einen Bahnhof erhielt die damals noch selbständige Gemeinde Oberwinterthur aber erst 1875. Dies erfolgte durch den Bau der Bahnstrecke Winterthur–Etzwilen durch die Nationalbahn (SNB), welche ab Etzwilen weiter nach Singen und Konstanz beziehungsweise Kreuzlingen führte. Die Strecke verlief von Winterthur her kommend parallel zur Strecke der Schweizerischen Nordostbahn (NOB). Zu einer echten Doppelspurstrecke wurde sie erst im Jahr nach der Verstaatlichung der NOB, unter der Ägide der SBB im Jahr 1903. Davor wurden die beiden Gleise als zwei einspurige Strecken betrieben, obwohl die NOB schon seit 1877 – nach dem Konkurs des SNB – im Besitz beider Strecken war.
Das heutige Bahnhofsgebäude im neubarocken Stil wurde 1918 erbaut.

## Zugverkehr

### S-Bahnlinien
Der Bahnhof wird von fünf Linien der S-Bahn Zürich bedient.
- S 11 Aarau – Lenzburg – Dietikon – Zürich HB – Stettbach – Winterthur – Seuzach/Sennhof-Kyburg (– Wila)  (nur jede Stunde)
- S 23 (Zürich HB – Stadelhofen – Winterthur (– Romanshorn))
- S 24 Thayngen – Schaffhausen/Weinfelden – Winterthur – Zürich Flughafen – Zürich HB – Thalwil – Horgen Oberdorf – Zug  (nur jede Stunde)
- S 29 Winterthur – Stein a. Rhein
- S 30 Winterthur – Frauenfeld – Weinfelden

### Nachtverkehr
Der Bahnhof Oberwinterthur wird von einem „Nightliner“ von Thurbo bedient. Die Strecke nach Stein am Rhein wird nachts nicht durch Züge, sondern nur durch verschiedene Nachtbuslinien bedient.
- 30 Winterthur – Frauenfeld – Weinfelden – Romanshorn

## Nahverkehr

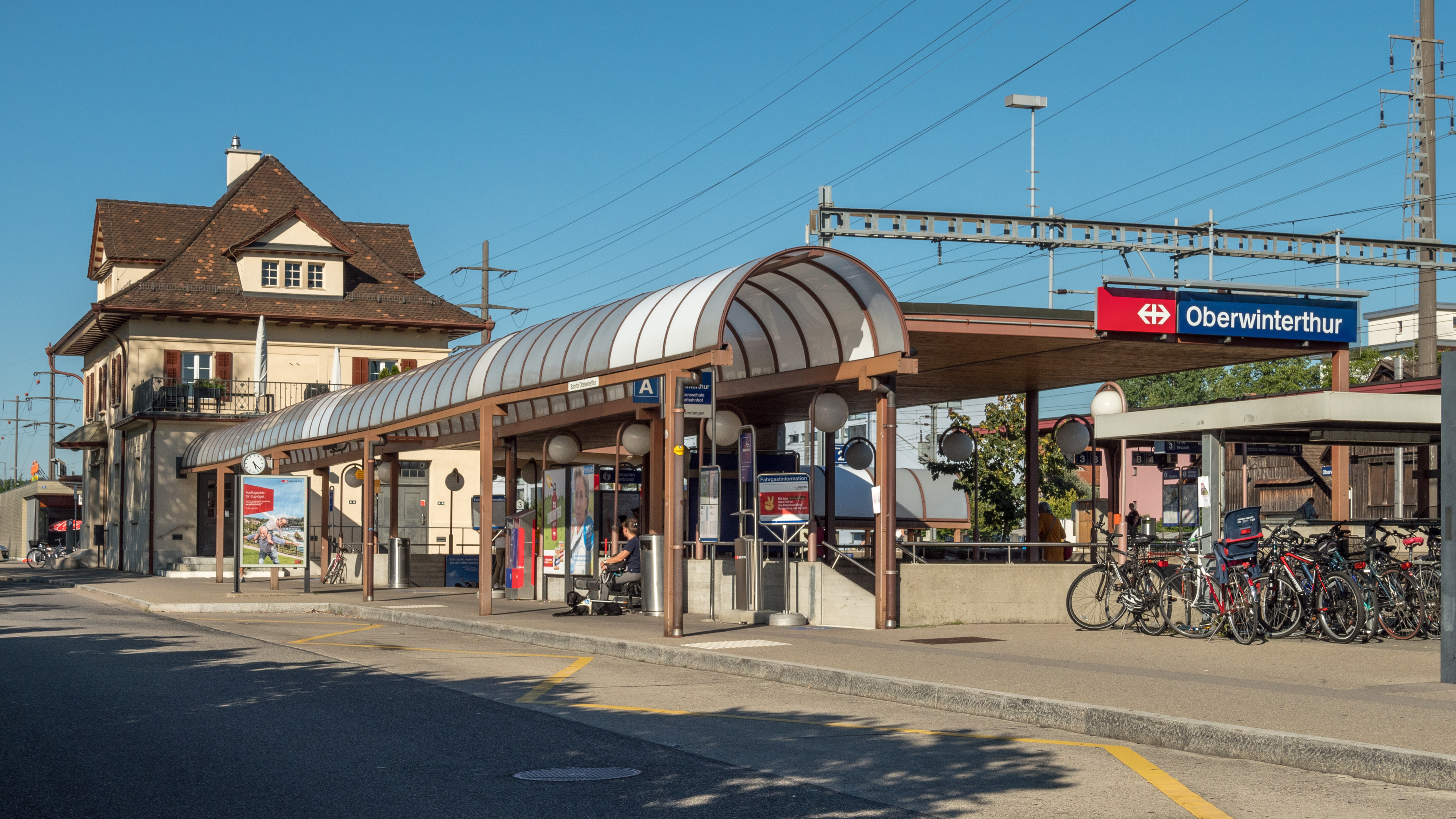
Bushaltestelle (2019)

### Station «Bahnhof Oberwinterthur»
Dies ist die eigentliche Busstation des Bahnhofs und befindet sich auf der Seite des Bahnhofsgebäudes. Die ersten drei Linien gehören zum Stadtnetz und die anderen drei sind Regionallinien mit Endstation Bahnhof Oberwinterthur. Hierbei ist die gelbe Linie 615 eine Postautolinie während die anderen beiden Regionallinien von Stadtbus betrieben werden.
| Linie | Strecke                                                                         |
| ----- | ------------------------------------------------------------------------------- |
| 1     | Töss – HB – Oberwinterthur                                                      |
| 5     | Technorama – HB – Dättnau                                                       |
| 10    | HB – Bhf. Oberwinterthur                                                        |
| 610   | Bhf. Oberwinterthur – Wiesendangen, Hinterdorf – Bhf. Oberwinterthur (Rundkurs) |

Von 1931 bis 1951 war der Bahnhof Oberwinterthur ausserdem Endpunkt der Linie 1 der Strassenbahn Winterthur, diese wurde durch die bis heute verkehrende Trolleybuslinie 1 ersetzt, die heute jedoch bis zum Stadtrand verkehrt.

### Station «Hegifeld»
Die Station Hegifeld befindet sich auf dem gegenüberliegenden Teil der Gleise und des Bahnhofsgebäudes, ist jedoch ebenfalls mittels einer Unterführung direkt an den Bahnhof sowie an die Perrons angeschlossen.
| Linie | Strecke                     |
| ----- | --------------------------- |
| 680   | HB – Elsau – Schlatt – Elgg |

* Das Postauto fährt dreimal im Tag als Endpunkt Girenbad bei Turbenthal an.

### Nachtlinien
| Linie | Strecke                                                |
| ----- | ------------------------------------------------------ |
| N1    | Oberwinterthur – Winterthur – Töss – Dättnau           |
| N67   | Bhf. Oberwinterthur – Wiesendangen – Elsau – Hegi – HB |

## Bilder

Zeitreise: Bahnhofsgebäude Bahnseite
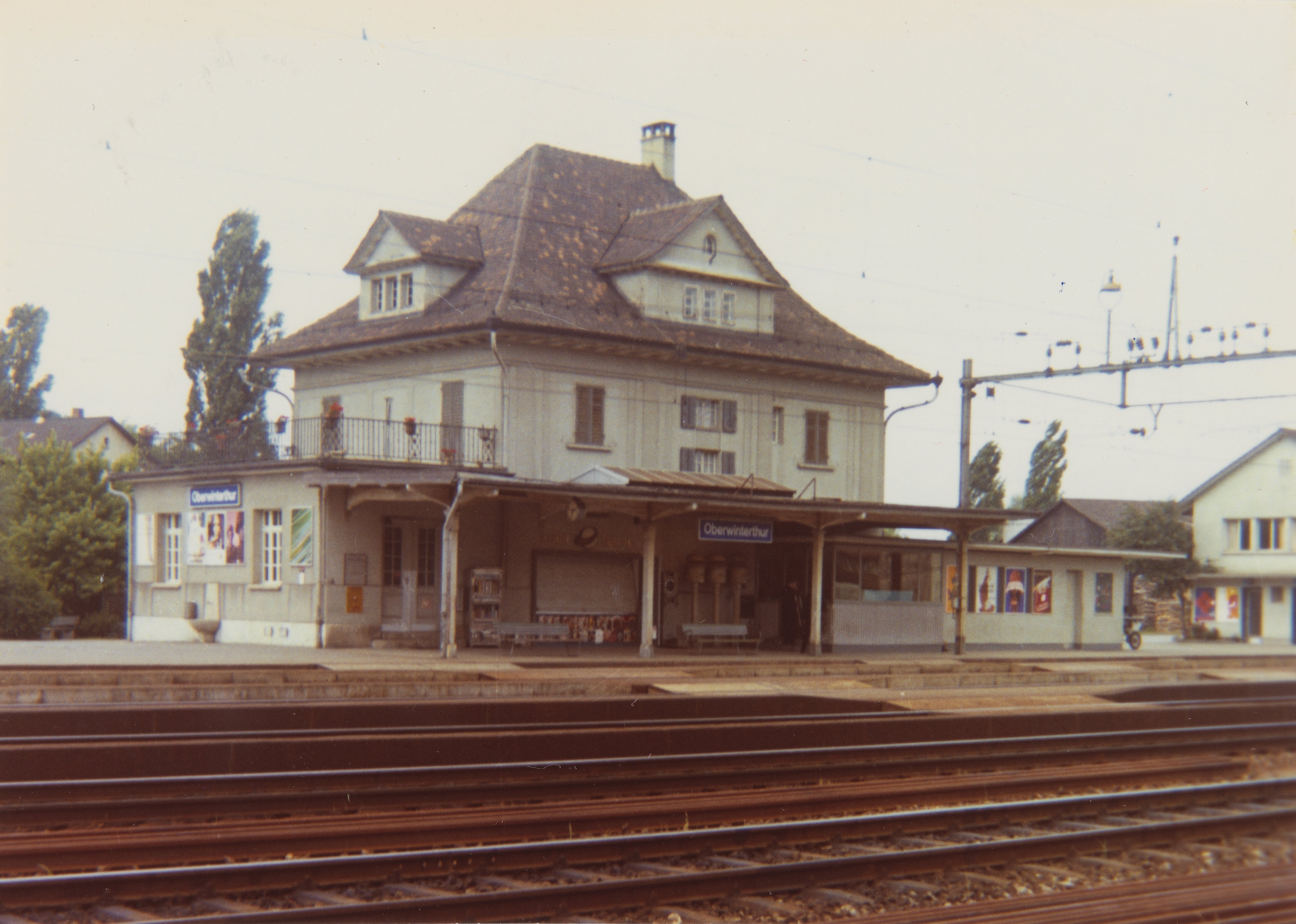
1970
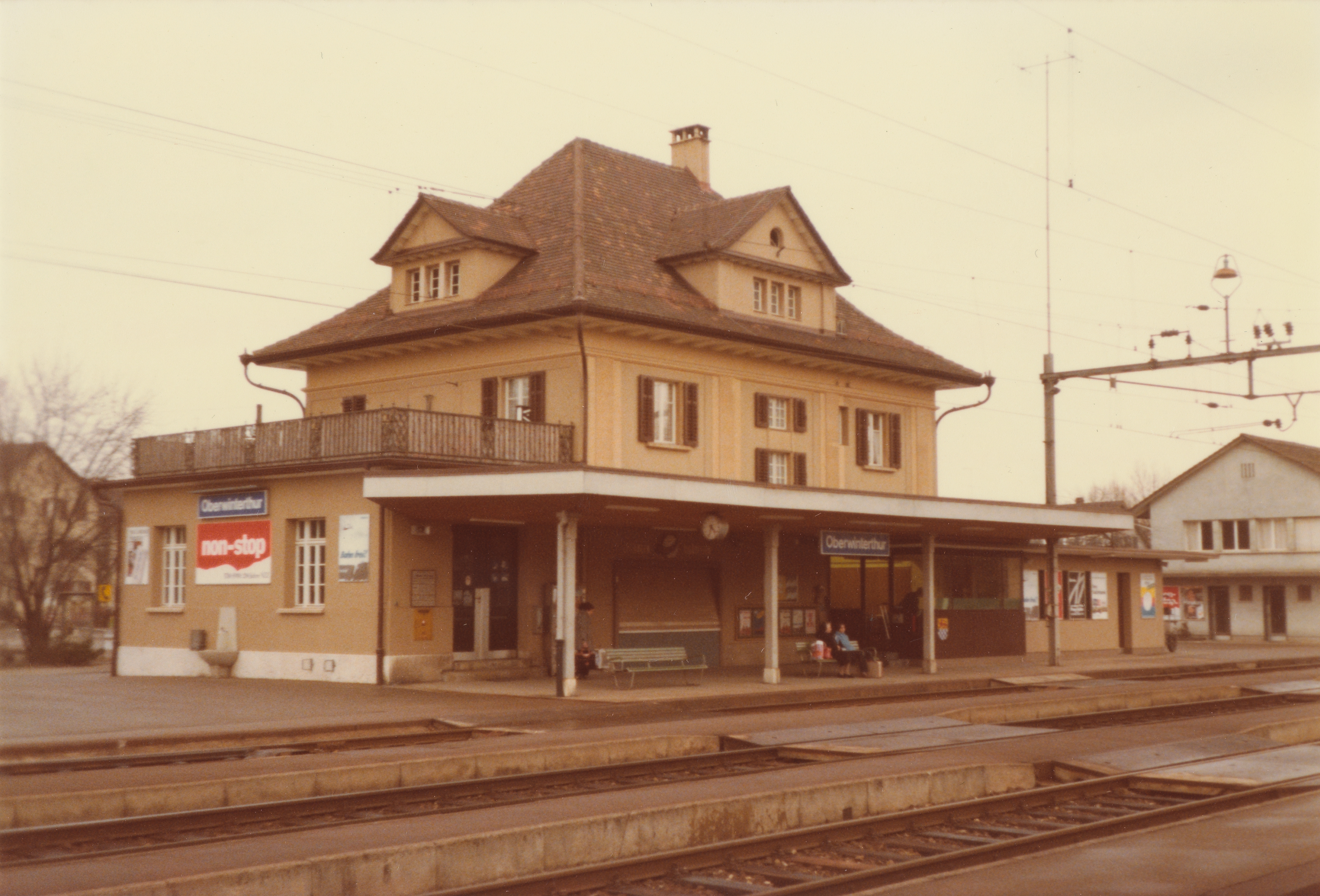
1980
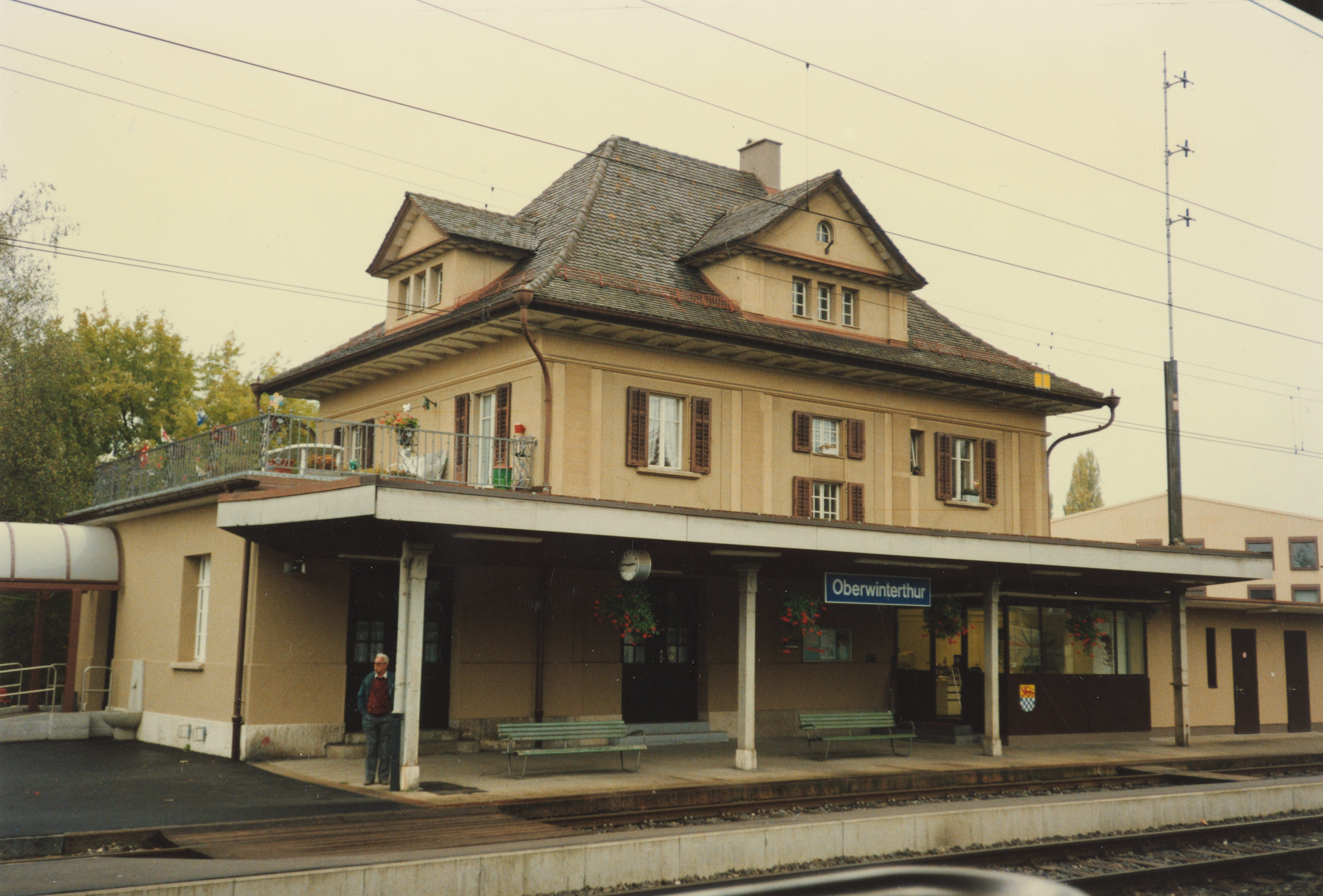
1993
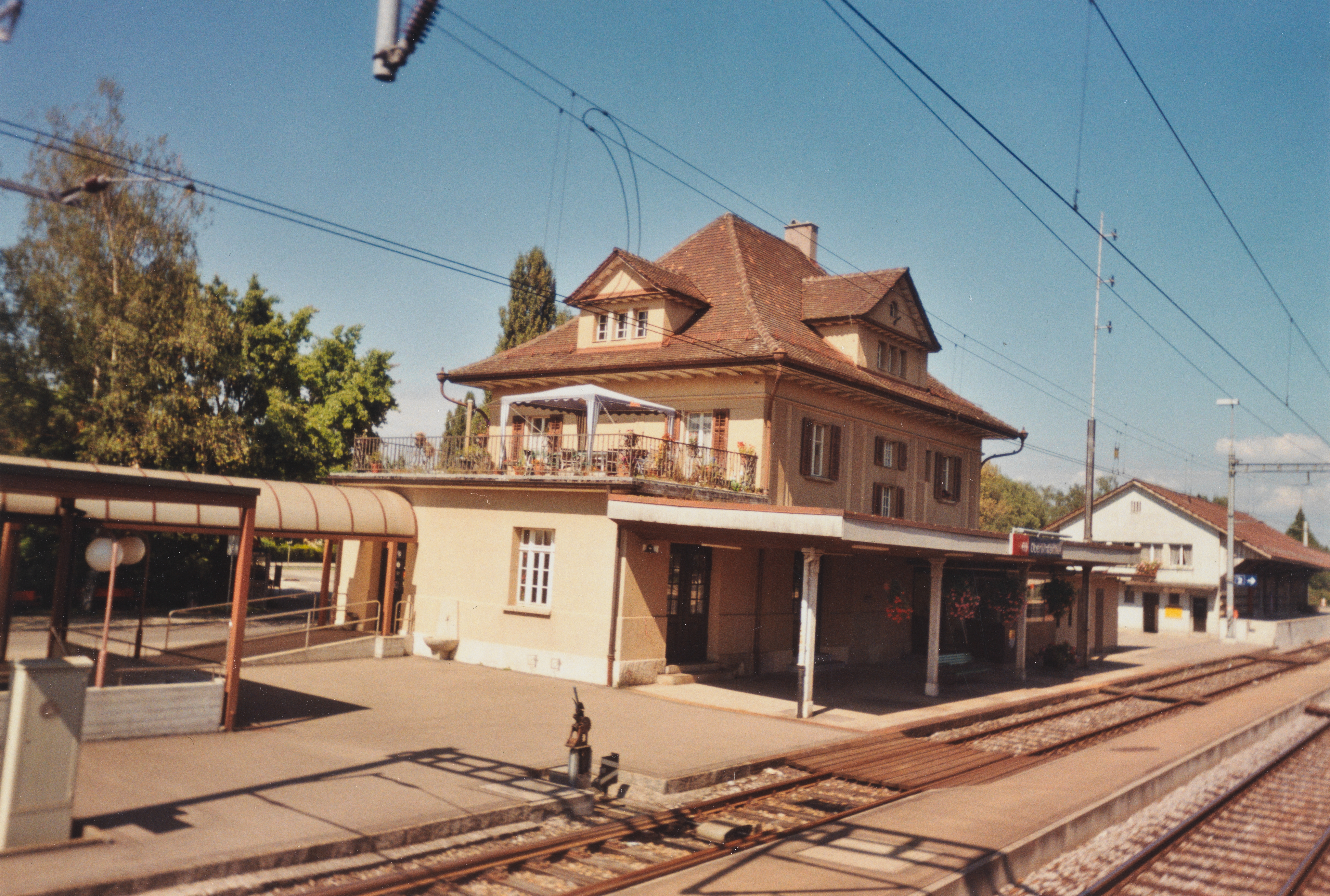
1999
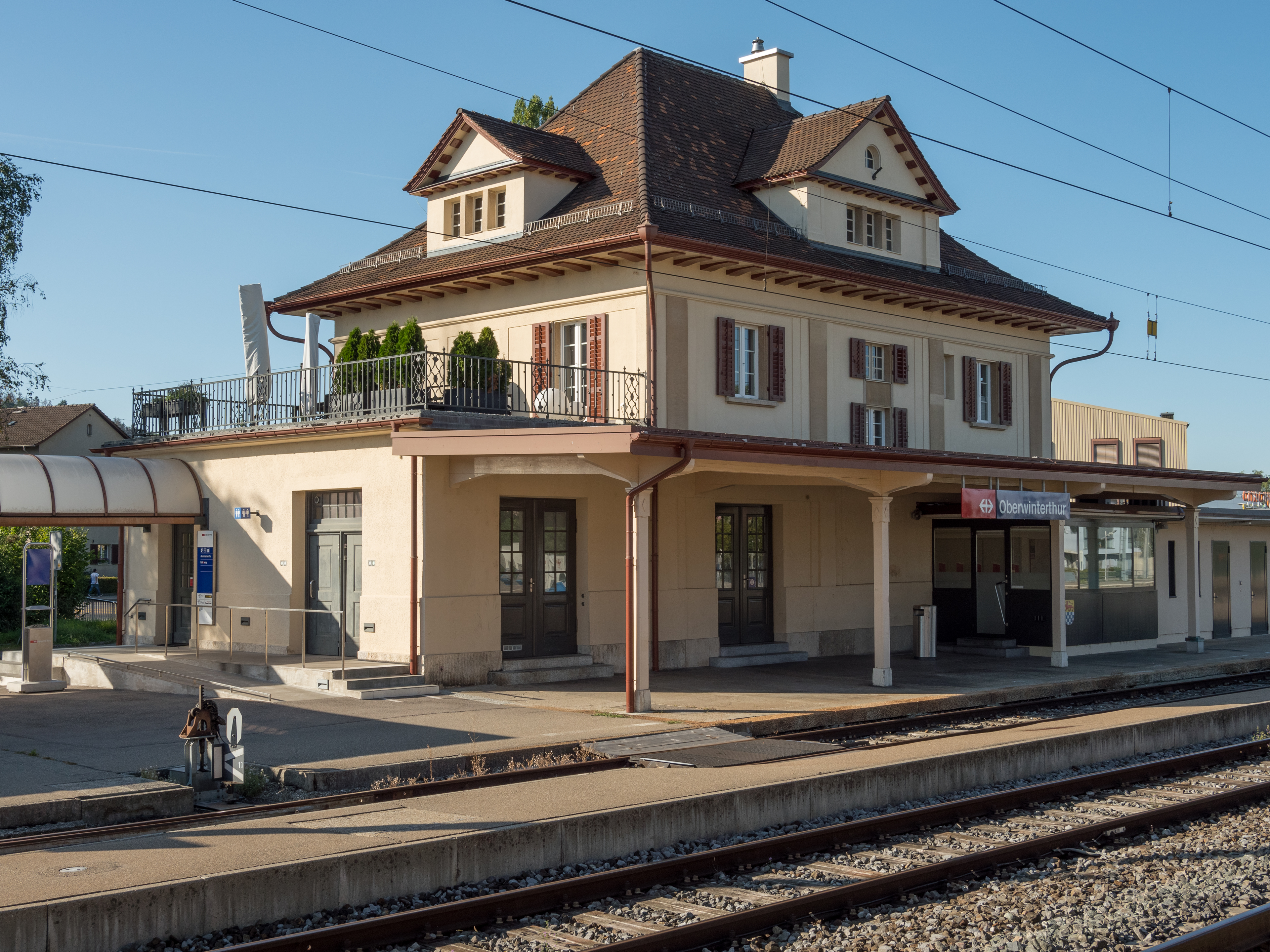
2019